# والتر براون (لاعب هوكي الجليد)
والتر براون (بالإنجليزية: Walter A. Brown) (و. 1905 – 1964 م) هو لاعب هوكي الجليد أمريكي، ولد في بوسطن، توفي في بوسطن، عن عمر يناهز 59 عاماً.

## التعليم
تعلم في أكاديمية فيليبس إكستر
.

## جوائز
حصل على جوائز منها:

قاعة مشاهير الهوكي

## روابط خارجية
- والتر براون على موقع أوليمبيديا (الإنجليزية)